# Iryna Bekechkina
Iryna Bekechkina (en ukrainien : Ірина Ериківна Бекешкіна), est une sociologue ukrainienne née en 1952 et morte en 2020. Elle dirige la Fondation des initiatives démocratiques Ilko-Koucheriv de 2010 à sa mort. Elle s'est spécialisée dans l'étude de la société et de la politique ukrainiennes. Elle est également une commentatrice fréquente des médias et une défenseuse des politiques.

## Biographie
Iryna Bekechkina naît le 4 février 1952. En 1974, elle obtient un diplôme de philosophie de l'université nationale Taras-Chevtchenko de Kiev, puis elle termine ses études supérieures à l'Institut de philosophie au sein de l'Académie des sciences de Russie.
Iryna Bekechkina est la rédactrice scientifique du journal Pensée philosophique (uk), l'une des principales revues de philosophie en Ukraine. En 1977, elle devient chercheuse à l'Académie soviétique des sciences et, à partir de 1990, elle travaille comme chercheuse à l'Institut de sociologie de l'Académie nationale des sciences d'Ukraine.
Elle commence à travailler à la Fondation pour les initiatives démocratiques Ilko-Koucheriv, en 1996, où elle mène des recherches et publie des articles portant essentiellement sur la sociologie de la politique et des élections, notamment sur la politique ukrainienne.
Iryna Bekechkina prend la tête de la Fondation des initiatives démocratiques en 2010, et y reste jusqu'à sa mort. Elle est également membre du conseil d'administration du Bureau de liaison des Think Tanks ukrainiens et est affiliée à l'ONG Media Director, une organisation ukrainienne de surveillance des médias.